# Cirkelsåg

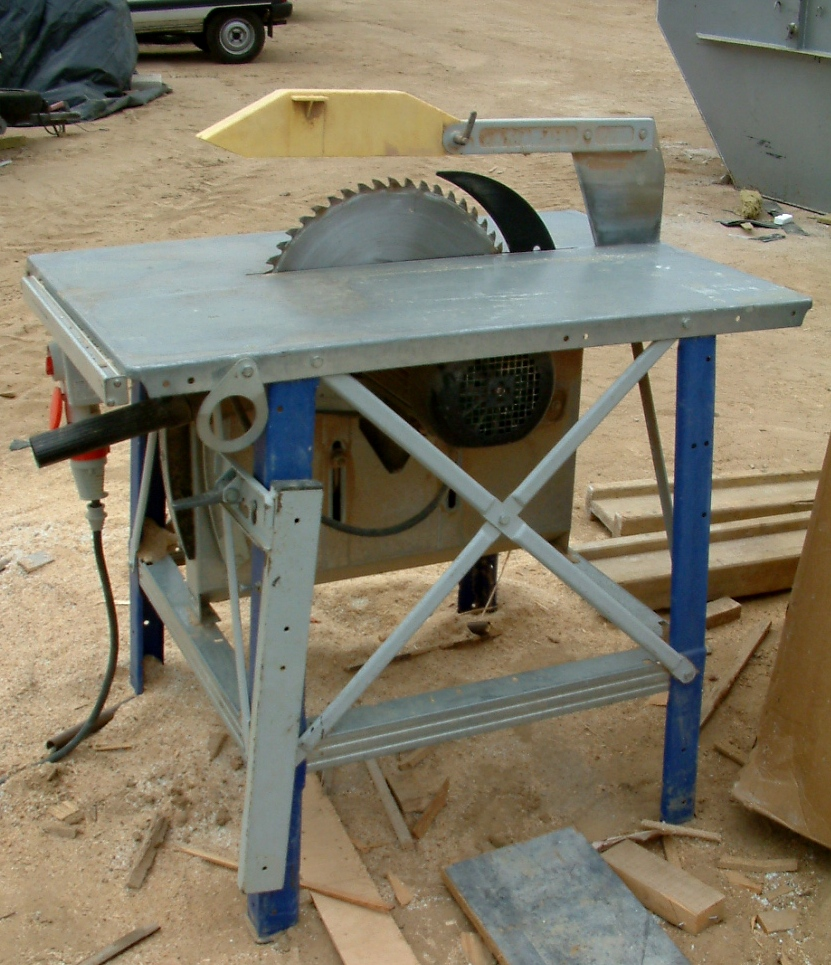
Byggsåg för klyvning på byggarbetsplatsen

Cirkelsågen är en typ av såg med en rund, roterande sågklinga. Klingan är monterad direkt på motorns drivande axel eller drivs med rem. Konstruktionen gör sågtypen särskilt lämpad till att kapning av olika material eller för klyvning av virke. Cirkelsågar kan vara utrustade med flera sågklingor på samma axel, det inbördes måttet mellan dessa kan ställas efter önskan. Cirkelsågar kan även vara utrustad med ett matarverk för optimal sågning vid till exempel industriell klyvning av stock eller plank med mera.
Det finns cirkelsågar avsedda att användas som handverktyg, handcirkelsåg som kan användas till kapning och klyvning. Arbetsskyddtekniskt är det viktigt att en klyvkniv är monterad och rätt inställd på cirkelsågar som utför klyvning. Fel monterad klyvkniv kan orsaka bakkast av arbetstycken och förorsaka personskador, en regel är att aldrig befinna sig bakom en cirkelsåg vid klyvning.
Ordet "cirkelsåg" är belagt i svenska språket sedan 1850.

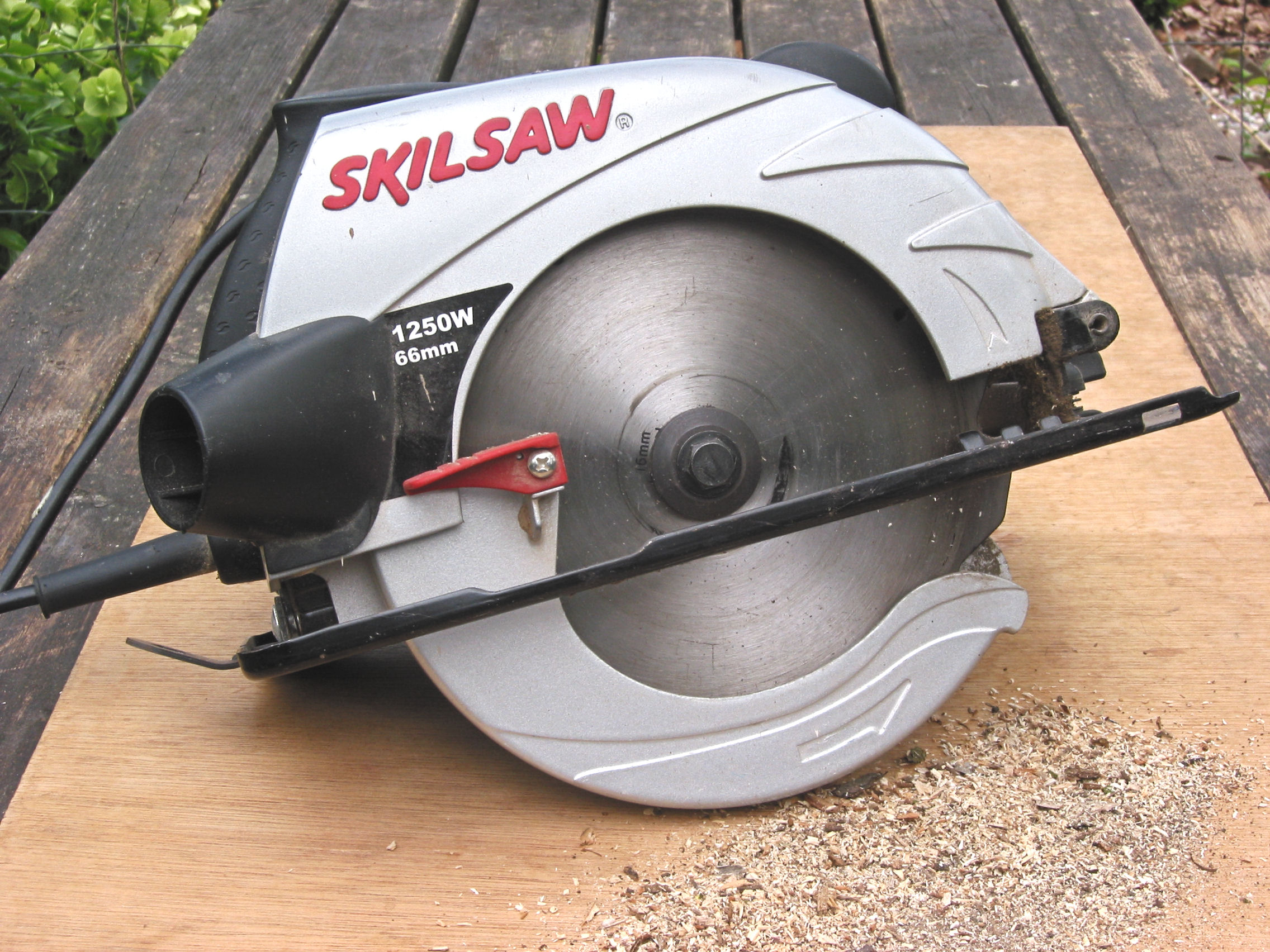
Handcirkelsåg

## Cirkelsågar
- Byggsåg för klyvning eller kapning.
- Handcirkelsåg är en allroundsåg för bygg, industri och hemmabruk.
- Klyvsåg för klyvning av virke.
- Kombinationsmaskiner som har flera olika funktioner.
- Lamellsåg för klyvning av virkesdimensioner.
- Justersåg för kapning och formatsågning.
- Radialsåg för kapning av virke.
- Parkettsåg för parkett.
- Vedkap är en maskin för att kapa ved.